# Giugliano Calcio 1928 2021-2022
Questa voce raccoglie le informazioni riguardanti il Giugliano Calcio 1928 nelle competizioni ufficiali della stagione 2021-2022.

## Stagione
La precedente stagione era stata particolarmente travagliata con numerosi cambi di allenatore e alcuni passaggi di proprietà, portando ad ottenere l'ultimo posto in campionato. A metà luglio 2021 si vociferava sulla coesistenza di due squadre in città. Il 25 luglio 2021, con un comunicato stampa, la precedente proprietà annuncia la fine del progetto nella città di Giugliano trasferendo il titolo in un altro comune.
Il 4 agosto 2021 viene presentato il nuovo sodalizio, che porta il titolo sportivo che consente la permanenza della compagine gialloblu in Serie D.
All'inizio di campionato riesce ad ottenere una striscia di nove vittorie consecutive e ben dieci risultati utili di fila. La prima sconfitta è arrivata all'undicesima giornata in esterna contro l'Atletico Uri. Con 666 minuti di imbattibilità, il suo portiere Baietti è arrivato alla ribalta nazionale per la miglior difesa dell'inizio di stagione, non solo nel massimo campionato dilettantistico italiano.
Il 18 maggio 2022, con il successo sul campo del Monterotondo, ottiene la matematica vittoria del campionato e la promozione in Serie C. Nella Poule scudetto riesce ad arrivare alla finale, dove cede solo ai rigori.

## Sponsor e Maglie
Lo sponsor tecnico è Givova, mentre gli sponsor ufficiali sono Renato Mazzamauro e C. S.r.l., Ferrara supermercato
| Casa | Trasferta |

## Organigramma societario
Di seguito sono riportati i membri dello staff:
Area direttiva
- Presidente: Ciro Mazzamauro, Elena Annunziata Mazzamauro
- Presidente onorario: Alfonso Mazzamauro
- Vice presidente: Renato Mazzamauro
- Direttore generale: Ciro Sarno

Area organizzativa
- Segretario generale: Luca Espinosa
- Consulente sportivo: Emanuele Righi

Area comunicazione
- Ufficio stampa: Francesco Falzarano

Area marketing
- Direttore marketing: Danilo Salvato

Area tecnica
- Direttore sportivo: Andrea Giannarelli
- Allenatore: Giovanni Ferraro
- Allenatore in seconda: Francesco Ascione
- Collaboratore tecnico:
- Preparatore/i atletico/i: Gaetano Toto
- Preparatore dei portieri: Tommaso Di Maio

Area sanitaria
- Responsabile area medica: dott. Campolongo
- Massaggiatori: Pasquale Calese

## Rosa
Rosa e numerazione
| N. |                       | Ruolo | Calciatore         |
| -- | --------------------- | ----- | ------------------ |
| 18 | Francia (bandiera)    | C     | Abonckelet Mady    |
| 32 | Portogallo (bandiera) | A     | Abreu Léo          |
| 1  | Italia (bandiera)     | P     | Ammirati Gabriele  |
| 44 | Italia (bandiera)     | C     | Aruta Pierluigi    |
| 22 | Italia (bandiera)     | P     | Baietti Francesco  |
| 24 | Croazia (bandiera)    | D     | Biasiol Eric       |
| 2  | Italia (bandiera)     | D     | Boccia Aniello     |
| 17 | Italia (bandiera)     | D     | Caiazzo Giovanni   |
| 4  | Italia (bandiera)     | C     | Ceparano Giovanni  |
| 10 | Italia (bandiera)     | A     | Cerone Federico    |
| 12 | Italia (bandiera)     | P     | Costanzo Andrea    |
| 8  | Italia (bandiera)     | C     | De Rosa Roberto    |
| 33 | Grecia (bandiera)     | C     | Emmanouil Vasilios |
| 9  | Italia (bandiera)     | A     | Ferrari Nicola     |
| 7  | Italia (bandiera)     | C     | Fornito Giuseppe   |

| N. |                      | Ruolo | Calciatore               |
| -- | -------------------- | ----- | ------------------------ |
| 19 | Italia (bandiera)    | D     | Gentile Vincenzo         |
| 14 | Italia (bandiera)    | C     | Gladestony               |
| 70 | Gambia (bandiera)    | C     | Gomez Ousman             |
| 31 | Italia (bandiera)    | P     | Iandoli Piero            |
| 99 | Italia (bandiera)    | A     | Kyeremateng Giovanni     |
| 23 | Italia (bandiera)    | D     | Mazzei Tommaso           |
| 9  | Italia (bandiera)    | A     | Mekki Adam               |
| 3  | Italia (bandiera)    | D     | Oyewale Suleman          |
| 88 | Italia (bandiera)    | C     | Piccolo Carmine          |
| 6  | Italia (bandiera)    | D     | Poziello Ciro (capitano) |
| 21 | Italia (bandiera)    | C     | Poziello Raffaele        |
| 11 | Argentina (bandiera) | A     | Rizzo Nicolás Cesar      |
| 28 | Italia (bandiera)    | A     | Scaringella Michele      |
| 13 | Italia (bandiera)    | D     | Vivolo Carmine           |
| 20 | Italia (bandiera)    | C     | Zanon Manuel             |

## Risultati

### Campionato

#### Girone d'andata
| Arbitro: | Marco Marchioni (Rieti) |

|  |           |             |
|  | Marcatori | 10’ De Rosa |

| Arbitro: | Vito Guerra (Venosa) |

|             |           |  |
| De Rosa 37’ | Marcatori |  |

| Arbitro: | Gianluca Renzi (Pesaro) |

|  |           |                                            |
|  | Marcatori | 75’ Scaringella 81’ Gladestony 91’ Fornito |

| Arbitro: | Martina Molinaro (Pesaro) |

|                                                                 |           |  |
| Gladestony 12’ Scaringella 52’ Cerone 72’ Raffaele Poziello 87’ | Marcatori |  |

| Arbitro: | Raimondo Borriello (Arezzo) |

|  |           |                                  |
|  | Marcatori | 7’ Oyewale 30’ Cerone 55’ Cerone |

| Arbitro: | Angelo Tomasi (Lecce) |

|                            |           |  |
| Scaringella 6’ De Rosa 71’ | Marcatori |  |

| Arbitro: | Gianluca Catanzaro (Catanzaro) |

|  |           |                                   |
|  | Marcatori | 69’ Kyeremateng 79’ Poziello Ciro |

| Arbitro: | Giorgio Bozzetto (Bergamo) |

|                            |           |           |
| Scaringella 18’ Cerone 89’ | Marcatori | 30’ Jukic |

| Arbitro: | Felipe Salvatore Viapiana (Catanzaro) |

|  |           |          |
|  | Marcatori | 5’ Rizzo |

| Arbitro: | Alfredo Iannello (Messina) |

|           |           |                   |
| Rizzo 58’ | Marcatori | 95’ (rig.) Njambe |

| Arbitro: | Flavio Fantozzi (Civitavecchia) |

|                  |           |  |
| Scanu 67’ (rig.) | Marcatori |  |

| Arbitro: | Silvio Torreggiani (Civitavecchia) |

|                               |           |  |
| Rizzo 25’ Rizzo 51’ Abreu 62’ | Marcatori |  |

| Arbitro: | Giuseppe Vingo (Pisa) |

|           |           |                             |
| Macrì 17’ | Marcatori | 2’ Cerone 49’ (rig.) Cerone |

| Arbitro: | Mattia Nigro (Prato) |

|                      |           |             |
| Cerone 45’ Rizzo 58’ | Marcatori | 56’ Camilli |

| Arbitro: | Luca Capriuolo (Bari) |

|                                                                |           |  |
| Poziello Ciro 25’ Poziello Ciro 35’ Scaringella 76’ Cerone 78’ | Marcatori |  |

| Arbitro: | Gabriele Sacchi (Macerata) |

|            |           |                   |
| Darboe 80’ | Marcatori | 48’ (rig.) Cerone |

| Arbitro: | Cristiano Ursini (Pescara) |

|  |           |             |
|  | Marcatori | 58’ Roberti |

#### Girone di ritorno
| Arbitro: | Emanuele Ceriello (Chiari) |

|                   |           |  |
| Cerone 38’ (rig.) | Marcatori |  |

| Arbitro: | Gabriele Restaldo (Ivrea) |

|  |           |                |
|  | Marcatori | 69’ Gladestony |

| Arbitro: | Marco Peletti (Crema) |

|                                     |           |  |
| Cerone 13’ Cerone 61’ Emmanouil 72’ | Marcatori |  |

| Arbitro: | Mauro Gangi (Enna) |

|              |           |                   |
| Bellotti 63’ | Marcatori | 52’ (rig.) Cerone |

| Arbitro: | Leonardo Di Mario (Ciampino) |

|                        |           |  |
| Cerone 53’ Ferrari 80’ | Marcatori |  |

| Arbitro: | Davide Gandino (Alessandria) |

|                    |           |  |
| Mancosu 53’ (rig.) | Marcatori |  |

| Arbitro: | Alessandro Silvestri (Roma) |

|             |           |  |
| De Rosa 35’ | Marcatori |  |

| Arbitro: | Giovanni Agostoni (Milano) |

|                              |           |              |
| Carbone 41’ Mastropietro 72’ | Marcatori | 63’ Ceparano |

| Arbitro: | Erminio Cerbasi (Arezzo) |

|                      |           |  |
| Biasol 8’ Cerone 13’ | Marcatori |  |

| Arbitro: | Matteo Frosi (Treviglio) |

|                                 |           |            |
| Njambè 13’ Milani 57’ Vasco 64’ | Marcatori | 71’ Cerone |

| Arbitro: | Claudio Giuseppe Allegretta (Molfetta) |

|                             |           |  |
| Scaringella 24’ Ferrari 88’ | Marcatori |  |

| Arbitro: | Fabrizio Carenzuola (Legnano) |

|                     |           |                |
| Cannas 21’ Saba 83’ | Marcatori | 62’ Gladestony |

| Arbitro: | Giuseppe Rispoli (Locri) |

|                                           |           |                          |
| Gladestony 14’ Cerone 80’ Kyeremateng 93’ | Marcatori | 7’ Gaetani 87’ Fernandez |

| Arbitro: | Simone Pistarelli (Fermo) |

|  |           |                                                               |
|  | Marcatori | 17’ Ferrari 37’ Ferrari 43’ De Rosa 64’ Poziello R. 77’ Zanon |

| Arbitro: | Paul Mihalache (Terni) |

|  |           |                                     |
|  | Marcatori | 40’ Ferrari 42’ Ferrari 61’ Ferrari |

| Arbitro: | Dario Duzel (Castelfranco Veneto) |

|                            |           |  |
| Poziello C. 58’ Cerone 64’ | Marcatori |  |

| Arbitro: | Martina Molinaro (Lamezia Terme) |

|                                                                                    |           |                                |
| Barbarossa 6’ De Mutiis 7’ Alessandro 10’ Gagliardini 25’ Nanni 43’ Alessandro 67’ | Marcatori | 81’ Gladestony 92’ Scaringella |

#### Poule scudetto
| Arbitro: | Manedo Mazzoni Edoardo (Prato) |

|                                           |           |                       |
| De Rosa 47’ Abonckelet 76’ Gladestony 89’ | Marcatori | 59’ (rig.) Strambelli |

| Arbitro: | Vittorio Emanuele Teghille (Collegno) |

|  |           |                   |
|  | Marcatori | 71’ Poziello Ciro |

| Arbitro: | G. Renzi (Pesaro) |

|          |           |                        |
| Fall 59’ | Marcatori | 17’ Ferrari 88’ Cerone |

| Arbitro: | Antonio Di Reda (Molfetta) |

|                                              |                      |                                                    |
| Senigagliesi 47’                             | Marcatori            | 51’ Scaringella                                    |
| Minozzi Senigagliesi Grieco Raparo Minicucci | Tiri di rigore 2 – 1 | C. Poziello Kyeremateng De Rosa R. Poziello Cerone |

### Coppa Italia Serie D
| Arbitro: | Gerardo Simone Caruso (Viterbo) |

|                     |           |              |
| Mekki 11’ Abreu 69’ | Marcatori | 78’ Celiento |

| Arbitro: | Gabriele Sacchi (Macerata) |

|                              |           |                     |
| Achik 36’ Palazzo 44’ (rig.) | Marcatori | 45+1’ Poziello Ciro |

## Statistiche

### Statistiche di squadra
| Competizione         | Punti | In casa | In casa | In casa | In casa | In casa | In casa | In trasferta | In trasferta | In trasferta | In trasferta | In trasferta | In trasferta | Totale | Totale | Totale | Totale | Totale | Totale | D.R. |
| Competizione         | Punti | G       | V       | N       | P       | Gf      | Gs      | G            | V            | N            | P            | GF           | GS           | G      | V      | N      | P      | GF     | GS     | D.R. |
| -------------------- | ----- | ------- | ------- | ------- | ------- | ------- | ------- | ------------ | ------------ | ------------ | ------------ | ------------ | ------------ | ------ | ------ | ------ | ------ | ------ | ------ | ---- |
| Serie D              | 75    | 17      | 15      | 1       | 1       | 35      | 6       | 17           | 9            | 2            | 6            | 28           | 18           | 34     | 24     | 3      | 7      | 63     | 24     | +39  |
| Poule Scudetto       | 6     | 1       | 1       | 0       | 0       | 3       | 1       | 3            | 2            | 1            | 0            | 4            | 2            | 4      | 3      | 1      | 0      | 7      | 3      | +4   |
| Coppa Italia Serie D | -     | 1       | 1       | 0       | 0       | 2       | 1       | 1            | 0            | 0            | 1            | 1            | 2            | 2      | 1      | 0      | 1      | 2      | 2      | +0   |
| Totale               | 75    | 19      | 17      | 1       | 1       | 40      | 8       | 21           | 11           | 3            | 7            | 33           | 22           | 40     | 28     | 4      | 8      | 72     | 29     | +43  |

### Andamento in campionato
| Giornata  | 1 | 2 | 3 | 4 | 5 | 6 | 7 | 8 | 9 | 10 | 11 | 12 | 13 | 14 | 15 | 16 | 17 | 18 | 19 | 20 | 21 | 22 | 23 | 24 | 25 | 26 | 27 | 28 | 29 | 30 | 31 | 32 | 33 | 34 |
| --------- | - | - | - | - | - | - | - | - | - | -- | -- | -- | -- | -- | -- | -- | -- | -- | -- | -- | -- | -- | -- | -- | -- | -- | -- | -- | -- | -- | -- | -- | -- | -- |
| Luogo     | T | C | T | C | T | C | T | C | T | C  | T  | C  | T  | C  | C  | T  | C  | C  | T  | C  | T  | C  | T  | C  | T  | C  | T  | C  | T  | C  | T  | T  | C  | T  |
| Risultato | V | V | V | V | V | V | V | V | V | N  | P  | V  | V  | V  | V  | N  | P  | V  | V  | V  | N  | V  | P  | V  | P  | V  | P  | V  | P  | V  | V  | V  | V  | P  |
| Posizione | 1 | 1 | 1 | 1 | 1 | 1 | 1 | 1 | 1 | 1  | 1  | 1  | 1  | 1  | 1  | 1  | 1  | 1  | 1  | 1  | 1  | 1  | 1  | 1  | 1  | 1  | 1  | 1  | 1  | 1  | 1  | 1  | 1  | 1  |

Legenda:

Luogo: C = Casa; T = Trasferta. Risultato: V = Vittoria; N = Pareggio; P = Sconfitta.

### Statistiche dei giocatori
| Giocatore                 | Serie D  | Serie D | Serie D     | Serie D    | Coppa Italia Serie D | Coppa Italia Serie D | Coppa Italia Serie D | Coppa Italia Serie D | Poule Scudetto Serie D | Poule Scudetto Serie D | Poule Scudetto Serie D | Poule Scudetto Serie D | Totale   | Totale | Totale      | Totale     |
| Giocatore                 | Presenze | Reti    | Ammonizioni | Espulsioni | Presenze             | Reti                 | Ammonizioni          | Espulsioni           | Presenze               | Reti                   | Ammonizioni            | Espulsioni             | Presenze | Reti   | Ammonizioni | Espulsioni |
| ------------------------- | -------- | ------- | ----------- | ---------- | -------------------- | -------------------- | -------------------- | -------------------- | ---------------------- | ---------------------- | ---------------------- | ---------------------- | -------- | ------ | ----------- | ---------- |
| Ciro Poziello             | 34       | 4       | 3           | 0          | 1                    | 1                    | 1                    | 0                    | 4                      | 1                      | 1                      | 0                      | 39       | 6      | 5           | 0          |
| Federico Cerone           | 33       | 16      | 5           | 0          | 1                    | 0                    | 0                    | 0                    | 3                      | 1                      | 0                      | 0                      | 37       | 17     | 5           | 0          |
| Francesco Baietti         | 34       | -24     | 0           | 0          | 2                    | -3                   | 0                    | 0                    | 4                      | -3                     | 0                      | 0                      | 40       | -30    | 0           | 0          |
| Gabriele Ammirati         | 0        | 0       | 0           | 0          | 0                    | 0                    | 0                    | 0                    | 0                      | 0                      | 0                      | 0                      | 0        | 0      | 0           | 0          |
| Andrea Costanzo           | 0        | 0       | 0           | 0          | 0                    | 0                    | 0                    | 0                    | 0                      | 0                      | 0                      | 0                      | 0        | 0      | 0           | 0          |
| Tommaso Mazzei            | 20       | 0       | 3           | 0          | 2                    | 0                    | 0                    | 0                    | 4                      | 0                      | 0                      | 0                      | 26       | 0      | 3           | 0          |
| Eric Biasiol              | 29       | 1       | 10          | 0          | 0                    | 0                    | 0                    | 0                    | 3                      | 0                      | 0                      | 0                      | 32       | 1      | 10          | 0          |
| Léo Abreu                 | 12       | 2       | 1           | 0          | 1                    | 1                    | 0                    | 0                    | -                      | -                      | -                      | -                      | 13       | 3      | 1           | 0          |
| Adam Mekki                | 3        | 0       | 0           | 0          | 2                    | 1                    | 0                    | 0                    | -                      | -                      | -                      | -                      | 5        | 1      | 0           | 0          |
| Giuseppe Fornito          | 8        | 1       | 0           | 0          | 1                    | 0                    | 1                    | 0                    | -                      | -                      | -                      | -                      | 9        | 1      | 1           | 0          |
| Carmine Vivolo            | 2        | 0       | 0           | 0          | 1                    | 0                    | 0                    | 0                    | 0                      | 0                      | 0                      | 0                      | 3        | 0      | 0           | 0          |
| Sulaiman Oyewale          | 15       | 0       | 3           | 0          | 2                    | 0                    | 0                    | 0                    | 1                      | 0                      | 0                      | 0                      | 18       | 0      | 3           | 0          |
| Vincenzo Gentile          | 18       | 0       | 5           | 0          | 1                    | 0                    | 0                    | 0                    | 3                      | 0                      | 0                      | 0                      | 22       | 0      | 5           | 0          |
| Giovanni Caiazzo          | 18       | 0       | 3           | 0          | 1                    | 0                    | 0                    | 0                    | 1                      | 0                      | 0                      | 0                      | 20       | 0      | 3           | 0          |
| Aniello Boccia            | 28       | 0       | 2           | 0          | 2                    | 0                    | 0                    | 0                    | 3                      | 0                      | 0                      | 0                      | 33       | 0      | 2           | 0          |
| E. P. da Silva Gladestony | 33       | 7       | 3           | 0          | -                    | -                    | -                    | -                    | 1                      | 0                      | 0                      | 0                      | 34       | 7      | 3           | 0          |
| Giovanni Ceparano         | 32       | 0       | 7           | 0          | 2                    | 0                    | 0                    | 0                    | 4                      | 0                      | 0                      | 0                      | 38       | 0      | 7           | 0          |
| Pierluigi Aruta           | 0        | 0       | 0           | 0          | 1                    | 0                    | 0                    | 0                    | 0                      | 0                      | 0                      | 0                      | 1        | 0      | 0           | 0          |
| Roberto De Rosa           | 32       | 5       | 4           | 0          | 2                    | 0                    | 1                    | 0                    | 3                      | 1                      | 2                      | 0                      | 37       | 6      | 7           | 0          |
| Vasilios Emmanouil        | 9        | 0       | 1           | 0          | -                    | -                    | -                    | -                    | 0                      | 0                      | 0                      | 0                      | 9        | 0      | 1           | 0          |
| Mady Abonckelet           | 14       | 0       | 1           | 0          | -                    | -                    | -                    | -                    | 4                      | 1                      | 0                      | 0                      | 18       | 1      | 1           | 0          |
| Manuel Zanon              | 12       | 1       | 0           | 0          | -                    | -                    | -                    | -                    | 3                      | 0                      | 1                      | 0                      | 15       | 1      | 1           | 0          |
| Ousman Gomez              | 8        | 0       | 1           | 0          | -                    | -                    | -                    | -                    | 3                      | 0                      | 0                      | 0                      | 11       | 0      | 1           | 0          |
| Raffaele Poziello         | 24       | 2       | 1           | 1          | 1                    | 0                    | 0                    | 0                    | 4                      | 0                      | 0                      | 0                      | 29       | 2      | 1           | 1          |
| Nicolás Rizzo             | 27       | 6       | 5           | 1          | 2                    | 0                    | 0                    | 0                    | 2                      | 1                      | 1                      | 0                      | 31       | 7      | 6           | 1          |
| Nicola Ferrari            | 17       | 7       | 2           | 0          | -                    | -                    | -                    | -                    | 4                      | 1                      | 0                      | 0                      | 21       | 8      | 2           | 0          |
| Michele Scaringella       | 29       | 7       | 4           | 0          | 2                    | 0                    | 0                    | 0                    | 4                      | 1                      | 0                      | 0                      | 35       | 8      | 4           | 0          |
| Giovanni Kyeremateng      | 21       | 2       | 2           | 0          | 1                    | 0                    | 1                    | 0                    | 3                      | 0                      | 0                      | 0                      | 25       | 2      | 3           | 0          |

## Giovanili
- Under-19:
  - Juniores Nazionali U19 - Girone M: 4º posto[19]
- Under-17:
  - Allievi Regionali U17 - Girone D: 4º posto[20] e finalista Coppa Campania Under 17[21]